# Nhiek Tioulong
Nhiek Tioulong (en jemer: ញឹក ជូឡុង; n. Nom Pen, 23 de agosto de 1908 - f. Hong Kong, 9 de junio de 1996) fue un militar y político camboyano que fungió como Primer ministro de su país durante cinco meses en 1962, durante el régimen del Sangkum y, tras su derrocamiento en 1970, formó parte del Funcinpec bajo el liderazgo de Norodom Sihanouk. Tioulong fue posteriormente presidente del partido entre 1989 y 1992, durante la transición camboyana. Finalmente dejó el cargo y murió en Hong Kong, en 1996.

## Biografía
Nhiek Tioulong nació en 1908 en Nom Pen, en una familia de ascendencia china, cerca del palacio. Después de recibir educación primaria en el Liceo Sisowath en Nom Pen, ingresó en la escuela Chasseloup Laubat en Saigón, Vietnam, donde recibió una licenciatura en filosofía. Volvió a Camboya en 1932 y sirvió como gobernador de Pursat en 1937 y de 1939 a 1944 como gobernador de Kompung Cham. El 9 de marzo de 1945, meses antes de la declaración de independencia de Camboya, fue nombrado gobernador de Nom Pen.
Bajo la administración de Sisowath Monireth, sirvió como ministro de Hacienda del 17 de octubre de 1945 al 14 de diciembre de 1946. También sirvió como ministro de Educación durante la administración de Son Ngoc Thanh. En abril de 1948, se convirtió en el delegado camboyano del Alto Comisionado francés en Indochina y en agosto del mismo año, representante de Camboya en el Alto Consejo de la Unión Francesa en París. En septiembre, formó parte de la delegación francesa a las Naciones Unidas, como asesor. El 22 de noviembre de 1949 fue nombrado coronel del Ejército Real Jemer y jefe de Estado Mayor. En mayo de 1950 fue nombrado nuevo gobernador de la provincia de Battambang. En 1951, volvió a su posición como ministro de finanzas.
A finales de diciembre de 1953, después de la independencia completa de Camboya, fue nombrado de nuevo gobernador de Nom Pen y participó en negociaciones con los franceses sobre las últimas transferencias de conocimientos entre la administración colonial y el gobierno camboyano. El 7 de abril de 1954, fue nombrado ministro de Relaciones Exteriores. Se convirtió en el primer General de las Fuerzas Armadas Reales Jemeres como estado independiente. En 1955, comenzó su carrera como embajador, en Japón, Polonia, y más tarde Checoslovaquia. Entre el 13 de febrero y el 6 de agosto de 1962, ejerció interinamente el cargo de Primer ministro de Camboya luego de que Sihanouk se convirtiera en jefe de Estado y regente vitalicio, siendo sucedido por Chau Sen Cocsal Chhum tras las siguientes elecciones generales.
En 1969, se retiró a Francia y permaneció en las sombras durante gran parte de las décadas de 1970 y 1980, cuando se unió al Frente Unido Nacional para una Camboya Independiente, Neutral, Pacífica y Cooperativa, partido liderado por Sihanouk para combatir al régimen impuesto por la ocupación vietnamita. Entre 1989 y 1992, tras la renuncia de Sihanouk, Tioulong ejerció la presidencia del partido. Se retiró en 1992, entregando el cargo a Norodom Ranariddh, quien dirigió el partido en las primeras elecciones libres tras el fin del régimen comunista.
Tioulong murió en un hospital de Hong Kong el 9 de junio de 1996, de 87 años.